# Escut de Jalisco
L'Escut d'armes de l'Estat Lliure i Sobirà de Jalisco és l'escut d'armes de l'estat mexicà de Jalisco. Aquest escut va ser pres de l'Escut de la ciutat de Guadalajara.

## Descripció
La descripció oficial de l'escut és la següent, segons el Decret número 13.661 del Congrés de l'Estat de Jalisco:
| « | "Un escut, i dins seu, dos lleons del seu color posats en salt, arrambades les potes a un pi d'or realçat de verd, en camp blau, orla de set aspes colorades i el camp d'or; per timbre un yelmo tancat , i per divisa una bandera vermella amb una creu de Jerusalem d'or, posada en una vara de llança, amb trasols, dependències i fullatge de blau i or".. | » |

## Escuts i emblemes històrics
El símbol és utilitzat per tots els successius règims de l'Estat de Jalisco, en diferents formes.

Escut de 1793 a 2005.
Escut de 2005 a 2011.
Escut de 2011.